# Кристиан Альбрехт Гогенлоэ-Лангенбургский
Кристиан Альбрехт Гогенлоэ-Лангенбургский (нем. Christian Albrecht zu Hohenlohe-Langenburg; 27 марта 1726 год, Лангенбург — 4 июля 1789 год, Лангенбург) — второй князь дома Гогенлоэ-Лангенбург, генерал-лейтенант нидерландской армии.
Кристиан Альбрехт — первый ребёнок графа Людвига Гогенлоэ-Лангенбургского (1696—1765) и графини Элеоноры Нассау-Саарбрюккенской (1707—1769). 7 января 1764 года его отец был возведён императором Франц I в имперские князи.
13 мая 1761 года в Гедерне Кристиан Альбрехт женился на принцессе Каролине Штольберг-Гедернской (1731—1796), дочери князя Фридриха Карла Штольберг-Гедернского.

## Потомки
- Карл Людвиг (1762—1825), женат на графине Амалии Сольмс-Барутской
- Луиза Элеонора (1763—1837), замужем за герцогом Георгом I Саксен-Мейнингенским
- Густав Адольф (1764—1796)
- Кристина Каролина (1765—1768)
- Людвиг Вильгельм (1767—1768)
- Кристиан Август (1768—1796)
- Августа Каролина (1769—1803)